# Les Dames du lac
Les Dames du lac, premier tome de la traduction française de The Mists of Avalon, est un roman de fantasy écrit par Marion Zimmer Bradley. Il s'agit d'une réécriture de la légende arthurienne centrée sur le personnage de Morgane. L'histoire d'Arthur et des chevaliers de la Table ronde est ici racontée du point de vue des femmes.

« Jadis on m'a donné les noms les plus divers : ceux de sœur, d'amante, de prêtresse, de mage et de reine. Aujourd'hui, le temps de la sagesse venu pour moi, je pense proche le jour où ces choses devront être connues. Mais à dire la vérité, la vérité toute simple, je pense que ce sont les chrétiens qui raconteront la fin de l'histoire ; en effet, le monde des Fées se sépare à jamais du monde où le Christ règne en maître. Je n'ai rien contre le Christ, mais seulement contre ses prêtres, qui appellent démon la Grande Déesse et lui dénient tout pouvoir ici-bas. Au mieux, disent-ils, sa puissance lui vient de Satan, ou bien encore la revêtent-ils de la robe bleue de la Dame de Nazareth, prétendant de surcroît qu'elle fut toujours vierge. Or que peut donc savoir une vierge des douleurs et des larmes de l'humanité ? »

— Morgane parle, incipit de Les Dames du lac.

## Résumé
Ygerne, femme de Gorlois duc de Tintagel, est depuis peu mère de la jeune Morgane, lorsque sa sœur Viviane vient lui rendre visite pour lui annoncer qu'elle sera la mère du futur grand roi de Bretagne. D'abord, en sachant que Gorlois ne sera pas le père de cet enfant, Ygerne refuse, mais lorsqu'elle rencontre Uther Pendragon à son couronnement, elle en tombe amoureuse. Grâce à une ruse, Uther rencontre Ygerne, au cours d'une nuit où Gorlois est tué. Après cela, Uther et Ygerne peuvent se marier et Ygerne met au monde Arthur.
Arthur est confié à Ectorius pour l'élever avec son fils Cai, Morgause, sœur d'Ygerne, est mariée au roi Lot d'Orcanie, et Morgane part à Avalon avec sa tante Viviane, prêtresse d'Avalon. Plusieurs années plus tard, Uther meurt et Arthur doit devenir roi, grâce à l'aide de Viviane. Pendant ce temps, Morgane rencontre Lancelot, fils de Viviane, dont elle s'éprend. Mais au moment où ils sont sur le point de s'aimer Lancelot entend les plaintes de la jeune Guenièvre qui s'est perdue en sortant de son couvent, et que Lancelot est destiné à aimer éperdument. Mais, plus tard, Guenièvre devra pourtant épouser le roi Arthur.
Plusieurs mois après, Morgane donne naissance à Gwydion (plus tard appelé Mordred), fils d'Arthur conçu au cours de l'ancien rite du "Roi Cornu", avant l'avènement d'Arthur, et qui sera élevé par Morgause. Guenièvre, elle, ne parvient à avoir un fils ; étant chrétienne et dévote, quand elle découvre qu'Arthur a un fils de Morgane, elle se dit que c'est la punition divine pour ce péché. Et c'est pour cette raison que, au cours des Feux de Beltane, Arthur désireux d'avoir un héritier lui propose d'avoir un fils avec Lancelot, qui, déchiré par sa soif de pureté et son amour, finit par accepter. Le lendemain matin, Guenièvre, après cette nuit passée avec son amant, entend le chant d'une alouette et espère vainement qu'il s'agit d'un heureux présage.
Ce roman décrit aussi les luttes et les conflits entre la nouvelle religion chrétienne et les anciens cultes païens, qui s'opposaient à cette époque en Grande-Bretagne tandis que le christianisme s'implantait peu à peu.

## Personnages
- Morgane : Protagoniste du roman, fille d'Ygerne et de Gorlois, elle est élevée à Avalon par sa tante Viviane à laquelle elle doit succéder comme Grande Prêtresse. Surnommée "Morgane la Fée", elle a un don de seconde vue. Amante et demi-sœur d'Arthur, elle a un fils de lui, Mordred. Malgré ses liaisons avec Arthur, le barde Kevin et Accolon, elle éprouve toujours quelque chose pour Lancelot, son premier amour, mais dont elle ne parvient à rien obtenir. Morgane veut perpétuer le culte de la Grande Déesse. Mais, finalement, en découvrant que la Déesse survit au sein du christianisme, mais avec une autre apparence, elle comprend l'inutilité de toutes ses tentatives de maintenir l'ancienne religion.
- Viviane : Dame du Lac, grande prêtresse d'Avalon, sœur aînée d'Ygerne et mère de Lancelot et Balan, elle est comme une mère pour Morgane. Elle veut sauver Avalon et le culte de la Grande Déesse, même au prix de reprendre Excalibur à Arthur, mais elle finit par être assassinée par Balin, pendant un séjour à Camelot.
- Lancelot : Son nom de naissance est Galaad, il est le fils de la Dame du lac et du roi Ban de Benoïc, le cousin de Morgane, Grand écuyer et le meilleur chevalier d'Arthur. Il est constamment déchiré par sa loyauté envers Arthur, sa soif de pureté et son amour éperdu pour la reine Guenièvre auquel il finit par succomber. Mais à la suite d'un complot de Morgane, il doit épouser la jeune Elaine, avec laquelle il a ensuite plusieurs enfants, dont Galaad.
- Arthur Pendragon : C'est le Haut-Roi de Grande-Bretagne, fils d'Uther Pendragon et d'Ygerne, et père de Mordred, son unique fils, conçu avec Morgane au cours du rite du Roi Cornu. Lors de la dernière bataille, Arthur est tué par son fils.
- Guenièvre : Fille du roi Leodegranz, Guenièvre est la Haute-Reine, femme d'Arthur et amante de Lancelot du Lac, elle aussi déchirée par sa dévotion envers Dieu et son malheureux amour pour Lancelot. Elle est incapable de donner un héritier à Arthur. En quelque sorte, elle est l'opposé de Morgane.
- Morgause : Tante de Morgane et femme de Lot d'Orcanie, mère de Gauvain, elle élève Mordred comme un fils. Elle veut contrecarrer les plans de Viviane et de Morgane et s'approprier du pouvoir en faisant succéder à Arthur (qui n'a pas de fils légitime) son propre fils.
- Merlin : Surnommé "l'Enchanteur", c'est le vieux druide et barde d'Avalon, messager des Dieux, père d'Ygerne, de Morgause et de Viviane. Il est considéré comme un sage par les païens comme par les chrétiens.
- Kevin : Kevin le barde, druide, est le successeur de Merlin. Il est horriblement laid et défiguré mais chante merveilleusement. Il est l'amant de Morgane puis son ennemi, lorsqu'il veut trahir Avalon en apportant le Saint Graal à Camelot, prévoyant qu'Avalon et les cultes païens vont disparaître.
- Mordred : Fils de Morgane et d'Arthur, nommé Gwydion à sa naissance. Après son arrivée à la cour d'Arthur, il tente de s'emparer du trône et finit par tuer son père.
- Uther Pendragon : Haut Roi d'Angleterre, amoureux d'Ygerne, il tue Gorlois après une trahison de celui-ci et se marie avec la jeune femme. Il est le père d'Arthur.
- Ygerne : Épouse de Gorlois puis d'Uther, duchesse de Cornouailles, mère de Morgane et d'Arthur, sœur de Viviane et de Morgause. D'abord, elle se rebelle à Viviane quand celle-ci lui prédit qu'elle trahira son mari et mettra au monde le futur roi, mais finalement elle tombe amoureuse d'Uther et accepte son destin.
- Gorlois : Duc de Cornouailles, époux d'Ygerne et père de Morgane. Il aime beaucoup Ygerne et essaie de lui démontrer, mais il devient fou de jalousie en découvrant la relation entre sa femme et Uther, par lequel ensuite il est tué.
- Gauvain : Fils aîné de Lot et de Morgause, un des meilleurs chevaliers d'Arthur auquel il est très dévoué.
- Gareth : Fils benjamin de Lot et de Morgause, chevaliers d'Arthur et ami de Lancelot.
- Élaine : Cousine de Guenièvre et femme de Lancelot, qu'elle a réussi à épouser grâce à une ruse de Morgane, à laquelle, en échange, elle promet de confier sa première fille. Elle est la mère de Galaad, Nimue et la petite Guenièvre, nommée ainsi en honneur de la reine.
- Accolon : Fils d'Uriens, frère d'Uvain et d'Avalloch, amant de Morgane ; pour elle, il tente de récupérer Excalibur à Arthur mais échoue et meurt après le duel.
- Niniane : Fille de Merlin, donc demi-sœur d'Ygerne, de Viviane et de Morgause. Elle doit devenir Dame du Lac après la mort de Viviane, mais elle n'a pas une personnalité aussi forte et puissante que Viviane ou Morgane, qui cependant refuse de la remplacer. Elle est l'amante de Mordred, mais lorsqu'elle refuse de l'aider dans son plan de trahir Arthur, celui-ci, fou de rage, la tue.
- Nimue : Fille d'Elaine et de Lancelot, sœur de Galaad et de Guenièvre (nommée ainsi en hommage à la reine), elle vit isolée à Avalon, et, lorsque Kevin trahit Avalon, c'est à elle qu'est confiée la mission de le séduire et de lui reprendre les objets sacrés qu'il a volé. Mais elle tombe amoureuse de lui et se tue après l'avoir trahi.
- Galaad : Fils de Lancelot et d'Élaine, frère de Nimue et de Guenièvre et héritier du trône. Mais il meurt bien avant son couronnement, durant la quête du Graal.
- Caï : Diminutif de "Caïus", fils d'Ectorius et de Flavilla, frère adoptif et chambellan d'Arthur.
- Méléagrant : Se prétend fils de Leodegranz et donc demi-frère de Guenièvre.
- Uriens : Père d'Uvain, d'Avalloch et d'Accolon, mari de Morgane, roi des Galles du Nord.

## Sources d'inspiration
Une description des religions pré-chrétiennes dans les îles Britanniques ne peut relever que du domaine de l'hypothèse, à cause des efforts acharnés de leurs successeurs pour en effacer les traces. Les opinions des érudits divergent tant à leur sujet que l'autrice ne s'est pas sentie gênée de choisir, dans un domaine aussi riche, les sources convenant le mieux aux exigences de la fiction. Ces sources ayant été nombreuses, il est dur d'en dresser une liste exhaustive. Mais elle en évoque quelques-unes dans le chapitre « Remerciements » :
- Elle évoque d'abord son grand-père John Roscoe Conklin qui lui avait fait connaître, dès l'âge de dix ans, des Histoires du roi Arthur, grâce à un vieil exemplaire de l'édition de Sidney Lanier, dont il lui avait fait cadeau ;
- Les Tales of Prince Vaillant qui enflammèrent son imagination ;
- Les dix volumes du Rameau d'or de James George Frazer, qu'elle dévorait en cachette à quinze ans, dans la bibliothèque du ministère de l’Éducation d'Albany (État de New York), au lieu de suivre ses cours ;
- Les quinze tomes d'une histoire comparée des religions, qui lui révéla l'immense univers des druides et des croyances celtiques ;
- Plus proche a été sur le roman l'influence des travaux Geoffrey Ashe (en), qui l'ont aidé à orienter et poursuivre ses recherches.
- Jamie George, de Glastonbury, qui l'a initiée à la géographie du Somerset et de Camelot (qu'elle a situé pour son livre à Cadbury Castle (en), selon l'opinion communément admise). Il l'a aussi guidée dans les méandres du pèlerinage de Glastonbury, en attirant son attention sur les traditions bien vivantes liées au Puits du Calice (en), ainsi que l'ancienne croyance selon laquelle Joseph d'Arimathie y aurait planté la Sainte Épine ;
- C'est aussi dans cette ville qu'elle a eu accès à la documentation à propos de la tradition celtique d'un Christ enfant introduit dans la religion de la sagesse dans le cadre du temple qui s'élevait jadis au sommet de l'île ;
- Concernant la période du christianisme préaugustinien, elle a été autorisée à employer un manuscrit inaccessible au public : The Pre-Constantine Mass : a conjecture, du père Randall Garett.
- Une autre partie de sa documentation est issue des liturgies syro-chaldéennes (dont saint Sérapion), ainsi que des liturgies propres aux communautés locales de chrétiens de saint Thomas et des catholiques phéniciens ;
- Walter Breen, son mari, qui a traduit pour elle des testaments grecs, des passages des Écritures qui lui étaient nécessaires ;
- The Western Mystery Tradition de Christine Hartley (en) ;
- Avalon of the Heart de Dion Fortune ;
- Les œuvres de Margaret Alice Murray, qu'elle a lu, sans les suivre dans les détails ;
- Les groupes néo-païens locaux qui l'ont aidé pour les épisodes relatifs aux cérémonies ;
- Alison Harlow et les Covenant of the Goddess (en) ;
- Otter et Morning Glory Zell (en) ;
- Isaac Bonewits (en) et les Néo-Druides Réformés (en) ;
- Robin Goodfellow et Gaia Wildwoode ;
- Philip Wayne et Crystal Well ;
- Starhawk, dont l'ouvrage The Spiral Dance (en) fut pour Bradley d'une aide inestimable dans le domaine de l'initiation des prêtresses.

## Télévision
Un téléfilm inspiré du roman, Les Brumes d'Avalon (The Mists of Avalon), a été réalisé par Uli Edel en 2001, avec Julianna Margulies (Morgane), Samantha Mathis (Guenièvre), Anjelica Huston (Viviane), Joan Allen (Morgause)...

## Récompense
- Prix Relay 1986[2]